# (4977) Rauthgundis
(4977) Rauthgundis ist ein Asteroid des inneren Hauptgürtels, der am 24. September 1960 vom Forscherteam Cornelis Johannes van Houten, Ingrid van Houten-Groeneveld und Tom Gehrels im Rahmen der Palomar-Leiden-Survey bei einer Helligkeit von etwa 18 mag entdeckt wurde.
Der Asteroid wurde benannt zu Ehren von Rauthgundis Seitz, einer Freundin der Entdecker, anlässlich ihres 70. Geburtstages.

## Wissenschaftliche Auswertung
Eine Auswertung von Beobachtungen durch das Projekt NEOWISE im nahen Infrarot führte 2011 für (4977) Rauthgundis zu vorläufigen Werten für den mittleren Durchmesser und die Albedo im sichtbaren Bereich von 3,9 km bzw. 0,39.